# Otto Depenheuer
Otto Depenheuer (* 22. Juli 1953 in Köln) ist ein deutscher Rechtswissenschaftler. Er ist emeritierter Professor für Öffentliches Recht, Allgemeine Staatslehre und Rechtsphilosophie an der Rechtswissenschaftlichen Fakultät der Universität zu Köln.

## Leben
Otto Depenheuer ging in Köln und Bad Homburg vor der Höhe zur Schule und machte 1973 das Abitur, anschließend absolvierte er seinen Wehrdienst beim 5. Sanitätsbataillon in Rennerod. Es folgten das Studium der Rechtswissenschaften an der Universität Bonn, die erste juristische Staatsprüfung im Jahre 1979 und das zweite Staatsexamen im Jahre 1983.
Von 1979 bis 1981 arbeitete er als Redaktionsassistent für Kurt Jeserich, sein Referendariat absolvierte er im Bezirk des Oberlandesgerichts Köln. Von 1980 an arbeitete er zudem am Lehrstuhl für Öffentliches Recht für Josef Isensee und promovierte 1985 über die Staatliche Finanzierung und Planung im Krankenhauswesen in Bonn. 1988 erschien Der Wortlaut als Grenze. Thesen zu einem Topos der Verfassungsinterpretation. 1991 schloss er seine Habilitationsschrift Solidarität im Verfassungsstaat. Grundlegung einer normativen Theorie der Verteilung ab, die von der Deutschen Forschungsgemeinschaft gefördert wurde. Sie erschien erst 2007, also fast zwanzig Jahre später, als Books-on-Demand-Veröffentlichung. Bereits während des Habilitationsverfahrens wurde Depenheuer dafür kritisiert, dass er sich rechter Grundbegriffe und Denkmuster bediene und dem rechten Spektrum mit der Arbeit zugleich eine Rechtfertigung zukommen lasse – eine Kritik, wie sie sich dann ganz ähnlich an der ebenfalls 2007 erschienenen Monographie Selbstbehauptung des Rechtsstaats fortsetzte, die Wolfgang Schäuble während seiner Zeit als Bundesminister des Innern zur Lektüre empfahl.
1993 übernahm er zunächst den Lehrstuhl für Öffentliches Recht und Rechtsphilosophie an der Universität Mannheim von Gerd Roellecke, wo er im Wintersemester 1996/1997 und im Sommersemester 1997 das Amt des Dekans der Rechtswissenschaftlichen Fakultät bekleidete. 1999 nahm er einen Ruf auf den Lehrstuhl für Allgemeine Staatslehre, Öffentliches Recht und Rechtsphilosophie an und wurde Direktor des Seminars für Staatsphilosophie und Rechtspolitik an der Universität zu Köln, das zuvor von Martin Kriele geleitet worden war. In Köln ist Depenheuer Vertrauensdozent der Konrad-Adenauer-Stiftung.

## Tätigkeiten
Die Lehr- und Forschungsinteressen von Depenheuer konzentrieren sich auf Staatstheorie und Staatsrecht, Rechts- und Staatsphilosophie, Rechtstheorie und Verfassungsgeschichte, sowie die Analyse aktueller rechtspolitischer Grundfragen. Im Zentrum seiner wissenschaftlichen Tätigkeit stehen Arbeiten zum Eigentumsrecht, Sicherheitsrecht und zu den strukturellen Voraussetzungen sozialer Sicherheit.
Depenheuer ist Vizepräsident der Görres-Gesellschaft und Vorsitzender des wissenschaftlichen Beirats der Deutschen Stiftung Eigentum sowie Mitglied des Kuratoriums der Gesellschaft für Rechtspolitik, des wissenschaftlichen Beirats der Essener Gespräche und des Vorstands des Instituts für historische Anthropologie.
Er ist Herausgeber der Bibliothek des Eigentums, Mitherausgeber der Rechts- und Staatswissenschaftlichen Veröffentlichungen der Görres-Gesellschaft, der Staatskirchenrechtlichen Abhandlungen, des Deutsch-Türkischen Forums für Staatsrechtslehre sowie der Schönburger Gespräche.
Depenheuer ist seit Mai 2015 Workstream-Leader und Rechtsexperte bei der Agentur zur Modernisierung der Ukraine (AMU), die sich zum Ziel gesetzt hat, die Ukraine bei ihrer Weiterentwicklung zu unterstützen.

## Positionen
Eigentum
Integrität und Schutz des Eigentums als fundamentale Bastion für Freiheit gegenüber allen Formen rechtlicher Marginalisierung, politischer Infragestellung ist eines der Hauptanliegen Depenheuers (Bibliothek des Eigentums).
Sozialversicherung
Seit seiner Dissertation über die Staatliche Planung und Finanzierung im Krankenhauswesen tritt Depenheuer für eine stärker an der Autonomie und Selbstbestimmung der Bürger orientierte Organisation der Gesundheitssicherung ein.
Soziale Gerechtigkeit
Depenheuer thematisiert seit seiner Habilitationsschrift immer wieder die strukturellen Voraussetzungen sozialer Gerechtigkeit (Solidarität im freiheitlichen Verfassungsstaat). Diese bedürfe in all ihren Ausprägungen mehr als guten Willen und lautere Moral, sondern beruhe auf rechtlichen Grundentscheidungen, die offen benannt und demokratisch legitimiert werden müssten (Nicht alle Menschen werden Brüder).
Sicherheitspolitik
Großes Aufsehen hat Depenheuer mit seiner 2007 erschienenen Schrift Selbstbehauptung des Rechtsstaats erregt. Vor dem Hintergrund der Entscheidung des Bundesverfassungsgerichts zum Luftsicherheitsgesetz plädiert er für eine tabulose Besinnung auf die Grundlagen gelingender freiheitlich-demokratischer Staatlichkeit im Zeitalter der terroristischen Bedrohung. Dabei wendet er sich entschieden dagegen, die Notwendigkeiten staatlicher Selbstbehauptung a priori zu dämonisieren oder diese am demokratischen Gesetzgeber und der öffentlichen Meinung vorbei subkutan erledigen zu lassen. Welche Freiheitseinbußen eine freie Gesellschaft für ihre Selbstbehauptung hinzunehmen bereit ist oder ob sie sich um ihrer rechtsstaatlichen Integrität willen für die Selbstaufgabe entscheide, müsse im offenen Diskurs entschieden werden. Insbesondere diese Position ist in Politik, Wissenschaft und Medien stark umstritten.
Depenheuers Gegner werfen ihm insbesondere eine „Lust am Ernstfall“ sowie die Bezugnahme auf Carl Schmitt vor. Seine Kritiker problematisieren auch sein Staatsverständnis, das insofern gegen das aufklärerische Verständnis von Staatlichkeit stehe, als es dem Staat mehr Wert einräume, als dem individuellen Bürger zustehe. Depenheuer meint, es gebe eine Pflicht des Bürgers, sich für die Gemeinschaft zu opfern (sogenanntes Bürgeropfer). Dies schreibt er, wenn er z. B. bemängelt: „Moderne Wohlfahrtsgesellschaften können keine Gründe dafür angeben, warum ihre Bürger anstelle des individuellen pursuit of happiness für abstrakte Ideale ihr Leben opfern sollen.“ Oder wenn er fordert: „In einer […] tragischen Entscheidungssituation kann der rechtschaffene Bürger seine Würde einzig darin finden, dass er sein Interesse bis hin zur Aufopferung seines Lebens den Interessen anderer oder des Gemeinwohls unterordnet.“
Depenheuer wird zudem ungenaue Quellenarbeit vorgeworfen. So reiße er Ausführungen des Bundesverfassungsgerichtes und des Ethnologen René Girard aus dem Zusammenhang, um sie für seine Argumentation nutzbar zu machen. Letzteren zitiere er z. B. eindeutig gegen dessen Intention in Das Bürgeropfer im Rechtsstaat.
Grenzen der Rationalität
Immer wieder kreisen Depenheuers Schriften um die Rolle der rationalen Vernunft im juristischen Diskurs. Die Idee des Staates als Ausdruck des neuzeitlichen Rationalismus, der vom Individuum ausgehend Staat und Verfassung auf dem Reißbrett der Vernunft entwirft, bedürfe aus Vernunftgründen der relativierenden Skepsis. Im Humor erhole sich der Mensch von den Zumutungen der Rationalität; und je intensiver die rationalen Zumutungen, desto stärker das Verlangen nach kompensierendem Humor. Depenheuer plädiert für einen Inkonsequentialismus: „Es kann vernünftig sein, nicht bis zum Letzten vernünftig zu sein.“ Den freiheitlichen Verfassungsstaat grundgesetzlicher Prägung bezeichnet er als einen Staat, der der Vernunft Grenzen setzt, um den Rechten der Menschen gerecht zu werden: Er sei die Staatsform der Freiheit, Toleranz und Distanz, des skeptischen Pragmatismus statt rationalen Perfektionismus, des Relativismus gegen ideologischen Absolutismus, des informellen Klüngels gegen Totalitarismus.
Staat und Kirchen
Depenheuer thematisiert schließlich die Rolle der christlichen Volkskirchen im Zeitalter abnehmender religiöser Bindungen, der Entchristlichung der Gesellschaft bei gleichzeitiger Etablierung der islamischen Glaubensrichtungen. Insbesondere warnt er vor einer Selbstsäkularisierung der Kirchen und plädiert dafür, dass diese ihre Kraft in die Verkündigung ihrer religiösen Botschaft investieren, statt sich durch Teilnahme am allgemeinen politischen Diskurs zu einem Verband unter Verbänden selbst zu marginalisieren.

## Künstlerischer Lebenslauf
Seiner kirchenmusikalischen Ausbildung im Bistum Limburg (B-Examen) folgten weitere Orgelstudien, bis 1973 bei Rosalinde Haas in Frankfurt am Main, bis 1976 bei André Fleury und Jean Langlais in Paris. In der Klasse von Marie-Louise Langlais-Jacquet erwarb er 1986 das Diplôme de Concert an der Schola Cantorum Paris. Bereits seit 1975 arbeitete er regelmäßig an der Bonner Münster-Basilika sowie an der St. Elisabeth-Kirche in Bonn. Es folgten über 300 Konzerte im In- und Ausland (u. a. in Notre-Dame de Paris, St. Clotilde in Paris, der Dormitio-Kirche in Jerusalem, St. John the Evangelist in New York City, der Christuskirche in Mannheim, der Marktkirche in Halle an der Saale, St. Leonhard in Frankfurt am Main, vor allem aber in der Bonner Münster-Basilika und der St. Elisabeth-Kirche) sowie Rundfunkaufnahmen für den Südwestfunk. Hervorzuheben sind insbesondere die zyklische Aufführung des gesamten Orgelwerkes von Charles-Marie Widor im Winterhalbjahr 1982/83 sowie die liturgische und konzertante Gesamtaufführung des Orgelzyklus L’Orgue Mystique von Charles Tournemire 1996–1999.

## Schriften (Auswahl)

### Als Autor
Monographien
- Der Wortlaut als Grenze. Thesen zu einem Topos der Verfassungsinterpretation. Verlag von Decker & Müller, Heidelberg 1988, ISBN 3-8226-3388-7 (= Heidelberger Forum, Bd. 56).
- Solidarität im Verfassungsstaat. Grundzüge einer normativen Theorie der Verteilung. Habilitationsschrift, Universität Bonn 1991, Nachdruck, Books on Demand, Norderstedt 2009, ISBN 978-3-8391-0751-5.
- Politik und Geld. Unzeitgemäße Betrachtungen zur Parteienfinanzierung. Verlag Dr. Otto Schmidt, Köln 2001, ISBN 3-504-65011-7 (= Schriftenreihe der Kölner Juristischen Gesellschaft, Bd. 26).
- Selbstdarstellung der Politik. Studien zum Öffentlichkeitsanspruch der Demokratie. Verlag Ferdinand Schöningh, Paderborn 2002, ISBN 3-506-73405-9.
- Tabu und Recht. Westdeutscher Verlag, Wiesbaden 2003, ISBN 3-531-14065-5.
- Eigentum. Ordnungsidee, Zustand, Entwicklungen. Springer-Verlag, Berlin 2004, ISBN 3-540-23355-5.
- Recht und Lüge. LIT-Verlag, Münster 2005, ISBN 3-8258-8614-X.
- Staat und Schönheit. Möglichkeiten und Perspektiven einer Staatskalokagathie. Verlag für Sozialwissenschaften, Wiesbaden 2005, ISBN 3-531-14768-4.
- Selbstbehauptung des Rechtsstaates. Verlag Ferdinand Schöningh, Paderborn 2007, ISBN 978-3-506-75743-2.

als Mitherausgeber
- mit Christoph Grabenwarter: Verfassungstheorie. Mohr Siebeck, Tübingen 2010, ISBN 978-3-16-150631-4.
- mit Christoph Grabenwarter: Der Staat in der Flüchtlingskrise. Zwischen gutem Willen und geltendem Recht. Schöningh, Paderborn 2016, ISBN 978-3-506-78536-7.

Aufsätze (Auswahl)
- Integration durch Verfassung? Zum Identitätskonzept des Verfassungspatriotismus. In: Johannes C. Papalekas (Hrsg.): Nationale Identität im kulturellen Spannungsfeld. Nation, Konstitution, Migration. Signum-Verlag, Wien 1995, ISBN 3-85436-189-0, S. 43–53.
- Bürgerverantwortung im demokratischen Verfassungsstaat. In: VVDStRL, Bd. 55 (1996), ISBN 3-11-015221-5, S. 90–127.
- Der verfassungsrechtliche Verteidigungsauftrag der Bundeswehr. Grundfragen des Außeneinsatzes deutscher Streitkräfte. In: DVBl. 1997, S. 685–688.
- Wahrheit oder Frieden? Die fundamentalistische Herausforderung des modernen Staates. In: Fundamentalismus als Herausforderung von Staat, Kirche und Gesellschaft. Aschendorff Verlag, Münster 1999, ISBN 3-402-04364-5 (= Essener Gespräche zum Thema Staat und Kirche, Bd. 33), S. 5–35.
- Zwischen staatlicher Souveränität und Menschenrecht. Grundfragen staatlicher Einwanderungspolitik. In: Mahulena Hofmann, Herbert Küpper (Hrsg.): Kontinuität und Neubeginn, Staat und Recht in Europa zu Beginn des 21. Jahrhunderts. Festschrift für Georg Brunner. Nomos Verlag, Baden-Baden 2001, ISBN 3-7890-7262-1, S. 46–61.
- Grundrechte und Konservativismus. In: Detlef Merten, Hans-Jürgen Papier (Hrsg.): Handbuch der Grundrechte in Deutschland und Europa. Bd. 1, Verlag Müller, Heidelberg 2004, ISBN 3-8114-3330-X, § 11, S. 441–476.
- Das öffentliche Amt. In: Josef Isensee, Paul Kirchhof (Hrsg.): Handbuch des Staatsrechts der Bundesrepublik Deutschland. Bd. 3, 3. Auflage, Verlag Müller, Heidelberg 2005, ISBN 3-8114-3302-4, § 36, S. 87–130.
- Politik aus christlicher Verantwortung. Staatsphilosophische Überlegungen. In: Dieter Althaus u. a. (Hrsg.): Mut, Hoffnung, Zuversicht. Festschrift für Bernhard Vogel. Verlag Ferdinand Schöningh, Paderborn 2007, ISBN 978-3-506-76481-2, S. 27–38.
- Das Bürgeropfer im Rechtsstaat. In: Ders. (Hrsg.): Staat im Wort – Festschrift für Josef Isensee. C. F. Müller, Heidelberg 2007, ISBN 3-8114-5362-9, S. 43–60.
- Geniestreich „wehrhafte Demokratie“. Eine sechzigjährige Erfolgsgeschichte. In: Die Politische Meinung 460 (2008), S. 15–18.

### Als Herausgeber
Seit 1989 ist Depenheuer zugleich Herausgeber zahlreicher Orgelausgaben, unter anderem des gesamten Orgelwerkes von Camille Saint-Saëns sowie sämtlicher Orgelsonaten von Gustav Merkel. In jüngster Zeit legte er ferner Orgelbearbeitungen von Instrumentalwerken vor, u. a. Ottorino Respighi (Antiche Danze e Arie), Gabriel Fauré (z. Zt. 2 Bände), Théodore Dubois und Charles-Marie Widor.
Übersicht über die beim Butz-Verlag, Bonn, erschienenen Ausgaben:
- Antoine-Édouard Batiste: Offertorium und Élévations. 1988.
- Ludwig van Beethoven: Marche religieuse des Ruines d’Athènes, Fragment du Final de la Symphonie en ut mineur (für Orgel bearbeitet von Édouard Batiste).
- Marco Enrico Bossi: Zweite Orgelsonate, op. 71. Orgelkompositionen, op. 118.
- Moritz Brosig: Orgelwerke (3 Bde.).
- Joseph Callaerts: 15 Improvisationen op. 1.
- Filippo Capocci: Fantasie über den gregorianischen Lobgesang „Veni creator spiritus“; 1. und 2. Orgelsonate.
- Fernand de La Tombelle: Orgelwerke (2 Bde.).
- Théodore Dubois: Orgelwerke. Originalwerke und Transkriptionen; Dix Pièces (10 Stücke); 7 Stücke; Vier größere Orgelwerke.
- Antonín Dvořák: Orgelwerke.
- Gabriel Fauré: Orgeltranskriptionen.

1. Transkriptionen aus dem geistlichen Vokalwerk.
2. Transkriptionen aus den Instrumentalwerken.

- César Franck: L’Organiste (2 Bde.).
- Jules Grison: Orgelwerke (Bd. 1–4).
- Georg Friedrich Händel: Orgelalbum (Bd. 1–3).
- Adolf Friedrich Hesse: Orgelwerke (Bd. 1–2).
- Louis Lefébure-Wély: Orgelwerke; 6 Offertoires, op. 35.
- Jacques-Nicolas Lemmens: Orgelwerke (Bd. 1–4).
- Alphonse Mailly: Orgelwerke (2 Bde.).
- Otto Malling: „Christus“, 12 Stimmungsbilder für die Orgel.
- Otto Malling: Die sieben Worte des Erlösers am Kreuz (Stimmungsbilder), op. 81.
- Gustav Adolf Merkel: Orgelsonaten 1–9.
- Franz Josef Mompour: Sinfonia d-moll.
- Vincenzo Petrali: Orgelwerke.
- Camille Saint-Saëns: Das gesamte Orgelwerk (Bd. 1–6).
- Camille Saint-Saëns: Messe für Soli, Chor, Orchester und zwei Orgeln, op. 4 für Soli, Chor und Orgel eingerichtet.
- Charles-Marie Widor: Six Pièces (Duos).